# Пенкино (Талдомский городской округ)
Пенкино — деревня в Талдомском районе Московской области России. Входит в состав городского поселения Северный. Население — 21 чел. (2010).

## География
Расположена в центральной части района, примерно в 8 км к востоку от центра города Талдома, на ответвлении от автодороги Р104. Связана автобусным сообщением с районным центром. Западнее проходит региональная автодорога Р112. Ближайшие населённые пункты — посёлок городского типа Северный, деревни Доброволец и Припущаево.

## Население
| 1859 | 1905 | 1926 | 2002 | 2006 | 2010 |
| ---- | ---- | ---- | ---- | ---- | ---- |
| 56   | ↗91  | ↘81  | ↘19  | ↗22  | ↘21  |

## История
В «Списке населённых мест» 1862 года Пенкино — владельческая деревня 2-го стана Александровского уезда Владимирской губернии по правую сторону реки Дубны, к северу от Нушпольского болота, в 90 верстах от уездного города, при прудах, с 9 дворами и 56 жителями (27 мужчин, 29 женщин).
По данным 1905 года входила в состав Нушпольской волости Александровского уезда, в деревне было 19 дворов, проживал 91 человек.
Постановлением президиума Моссовета от 31 марта 1923 года вместе с частью селений Нушпольской волости была включена в состав Ленинской волости Ленинского уезда Московской губернии.
По материалам Всесоюзной переписи населения 1926 года — деревня Припущаевского сельского совета Ленинской волости Ленинского уезда, проживал 81 житель (34 мужчины, 47 женщин), насчитывалось 20 хозяйств, среди которых 16 крестьянских.
С 1929 года — населённый пункт в составе Ленинского района Кимрского округа Московской области.
Постановлением ЦИК и СНК от 23 июля 1930 года округа́ как административно-территориальные единицы были ликвидированы. Постановлением Президиума ВЦИК от 27 декабря 1930 года городу Ленинску было возвращено историческое наименование Талдом, а район был переименован в Талдомский.
Решением Мособлисполкома № 206 от 15 февраля 1952 года из ликвидированного Ахтимнеевского сельсовета селение было передано Припущаевскому сельсовету.
15 апреля 1992 года решением Малого совета Московского областного совета народных депутатов административный центр Припущаевского сельсовета был перенесён в деревню Юркино, а сельсовет переименован в Юркинский.
В 1994 году Московской областной думой было утверждено положение о местном самоуправлении в Московской области, сельские советы как административно-территориальные единицы были преобразованы в сельские округа.
1994—2006 год — деревня Юркинского сельского округа Талдомского района.
С 2006 года — деревня городского поселения Северный Талдомского района Московской области.